# Wilhelm von Meerheimb

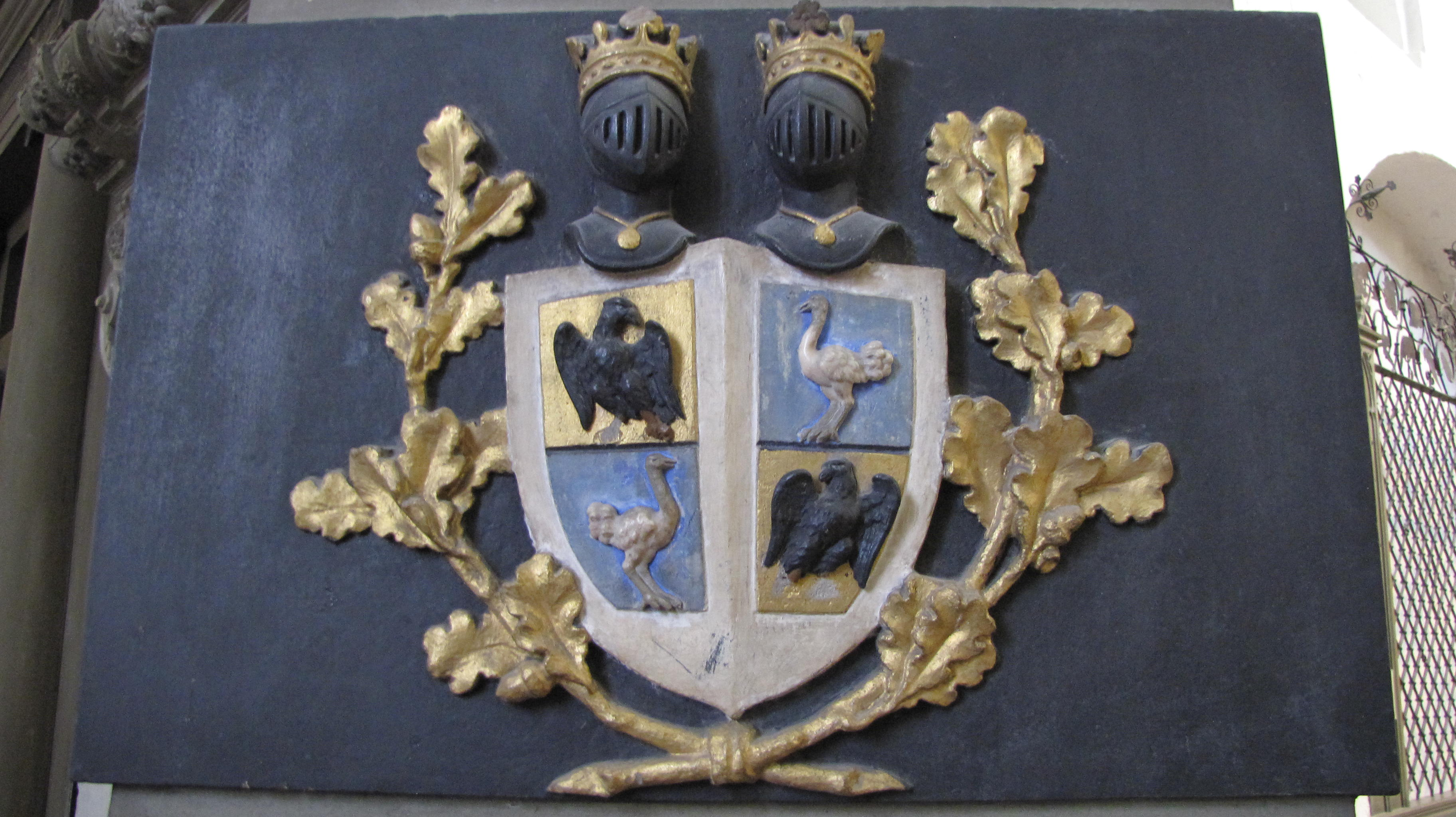
Wappen der Freiherren von Merrheimb

Hans Wilhelm Freiherr von Meerheimb (* 2. Juli 1790 in Reinstorf, heute Gemeinde Klein Belitz; † 28. September 1865 in Wokrent, heute Gemeinde Jürgenshagen) war großherzoglicher Kammerdirektor von Mecklenburg-Schwerin, Gutsbesitzer und Freimaurer.

## Leben
Wilhelm von Meerheimb stammte aus dem auf dem Gut Gnemern zwischen Wismar und Rostock ansässigen Zweig des mecklenburgischen Adelsgeschlechts von Meerheimb. Er war der Sohn des Kammerherrn Ferdinand Friedrich Vollrath von Meerheimb (1760–1836) auf Gnemern, Wokrent, Groß Gischow, Groß Belitz, Klein Gischow und Reinstorf, von 1791 bis 1816 Provisor des Klosters Dobbertin, und dessen Frau Auguste, geb. von Hugo. Der Oberstleutnant Jasper Friedrich von Meerheimb (1785–1872) auf Gnemern und der Drost Ludwig von Meerheimb (1796–1885) auf Groß Gischow waren seine Brüder.
Ab 1807 studierte er Rechtswissenschaften und Kameralistik an der Universität Rostock. Zum Wintersemester 1808/09 wechselte er an die Universität Göttingen und nach der Gendarmen-Affäre im Dezember 1809 an die Universität Heidelberg. In Heidelberg gehörte er am 23. März 1810 zu den Stiftern des Corps Vandalia I.
In den Befreiungskriegen kämpfte er als Freiwilliger im hannoverschen Lauenburgischen Infanteriebataillon. Als Leutnant diente er dem Bataillonskommandeur August von Berger sowie dem Major und späteren hannoverschen General Gideon von Benoit (1767–1841) als Adjutant. Nach der Einnahme von Paris und der Kapitulation Napoleons nahm Meerheimb im Frühjahr 1814 in Aalst „zum Bedauern des ganzen Bataillons, das in ihm einen ausgezeichneten Offizier verlor“, seinen Abschied, „um in seinen vaterländischen Dienst zurückzutreten“.
Meerheimb trat in den Verwaltungsdienst des Großherzogtums Mecklenburg-Schwerin. Seine erste Stelle erhielt er als Amts-Auditor  in Hirschburg (heute Ortsteil von Ribnitz-Damgarten).  Am 26. Februar 1816 wurde er Amtsverwalter in Neubukow, wo er im folgenden Jahr, am 25. Februar 1817, zum Dritten Beamten und Domainenrath ernannt wurde. Am 2. August 1819 wechselte er als Kammer-Assessor mit Votum zum großherzoglichen Kammer- und Forst-Collegium in Schwerin. Am 20. Juli 1822 wurde er zum Wirklichen Cammerrath ernannt. Als solcher war er auch diplomatisch für Großherzog Paul Friedrich tätig. Im Dezember 1826 schloss er als mecklenburgischer Bevollmächtigter den Handels- und Schifffahrtsvertrag mit dem Königreich Preußen ab. Nach dessen Ratifizierung im Januar 1827 zeichnete König Friedrich Wilhelm III. ihn mit dem Königlich Preußischen St. Johanniter-Orden aus.
Ab 1829 gehörte Meerheimb auch dem Direktorium der im Aufbau befindlichen Irren-Heilanstalt Sachsenberg an, der heutigen Carl-Friedrich-Flemming-Klinik. Am 1. November 1830 wurde er Geheimer Cammmerrath. Ab April 1833 war er Commissarius bei der großherzoglichen Schulden-Tilgungs-Commission. Am 12. August 1837 erfolgte seine Beförderung zum Cammer-Director. Damit war er stellvertretender Leiter der Verwaltung des Domaniums und der großherzoglichen Forsten, zuständig für den Kammerbezirk I, die Domanialämter Bukow, Gadebusch, Plüschow, Rehna, Mecklenburg, Redentin, Warin, Poel, Sternberg, Tempzin und Neukloster. Im Revolutionsjahr 1848 nahm er seine Entlassung mit Wirkung vom 19. September 1848. Er blieb aber Kommissar der großherzoglichen Reluitionsbehörde, die für die Verwaltung der Staatsschulden (soweit sie das Domanium betrafen) zuständig war.
Nach dem Tod des Vaters 1836 hatten er und seine Brüder dessen Güter geerbt. Die Erbteilung zog sich bis 1840 hin. Wilhelm erhielt dabei Wokrent und Groß Belitz. Seit 1835 war er Mitglied im Verein für mecklenburgische Geschichte und Alterthumskunde.
Meerheimb war Freimaurer in der 1809 gestifteten Schweriner Johannisloge Harpokrates zur Morgenröthe. Als Nachfolger von Johann Friedrich Basilius Wehber-Schuldt wurde er 1836 ihr zweiter Meister vom Stuhl. Dieses Amt übte er bis 1846 aus. Meerheimb gehörte auch zu der Gruppe, die 1834 in Schwerin einen Ableger der Rostocker Schottenloge La Lumineuse (später Lucens) gründeten, aus dem 1886 die Schweriner Andreasloge Anastasis hervorging, und war ihr abgeordneter Meister.
Er war seit 1819 verheiratet mit Katharine Louise, geb. von Bülow (1801–), einer Tochter von Bernhard Joachim von Bülow aus dessen zweiter Ehe mit Charlotte Louise Caroline geb. von Oertzen. Damit wurde er der Schwager von Heinrich von Bülow und Adolf von Bülow. Die Ehe blieb offenbar kinderlos.

## Auszeichnungen
- Königlich Preußischer St. Johanniter-Orden (1827), damit seit 1852 Ehrenritter des Johanniterordens[12]
- Hannoversche Medaille (Kriegsdenkmünze 1813 (Hannover))[13]